# Копты в Судане

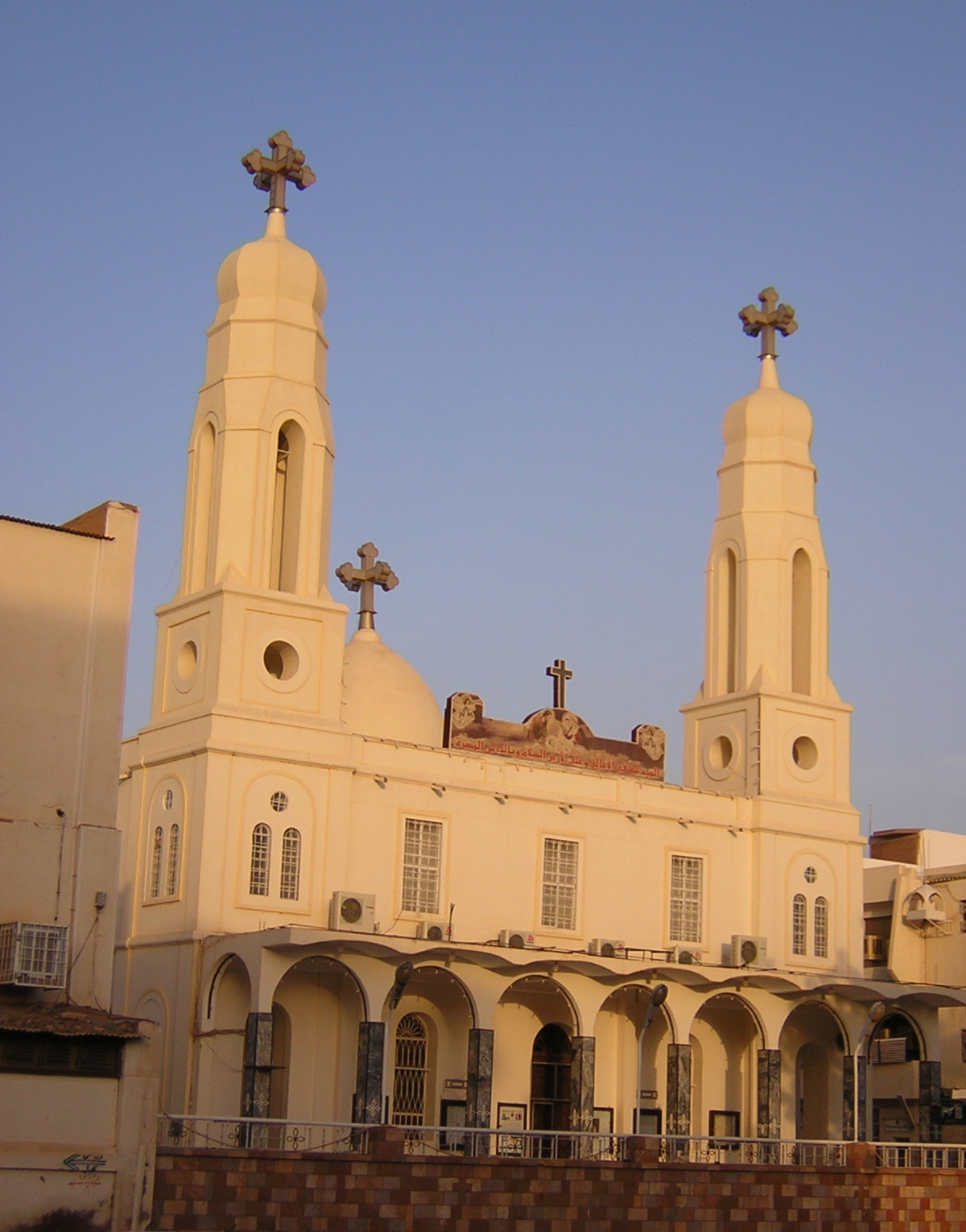
Коптский православный собор Святой Марии, Хартум, Судан

Судан имеет коренное коптское меньшинство, хотя многие копты в Судане происходят от более поздних египетских иммигрантов. Копты Судана живут в основном в северных городах, в том числе в Эль-Обейде, Атбаре, Донголе, Хартуме, Омдурмане, Порт-Судане и Вад-Медани. Они насчитывают до 500 000 человек, или чуть более 1 процента населения Судана. Благодаря их продвинутому образованию, их роль в жизни страны была более значимой, чем их число. Время от времени они сталкивались с принудительным обращением в ислам, что приводило к их эмиграции и уменьшению численности.
Современная иммиграция коптов в Судан достигла своего пика в начале XIX века, и они в целом были приняты терпимо. Однако это было прервано десятилетием преследований при правлении махдистов в конце XIX-го века. В результате этого преследования многие были вынуждены отказаться от своей веры, принять ислам и вступать в брак с коренными суданками. Англо-египетское вторжение в 1898 году предоставило коптам большую религиозную и экономическую свободу, и они расширили свою первоначальную роль ремесленников и торговцев, банковском деле, инженерии, медицине и гражданской службе. Профессионализм в бизнесе и управлении сделало их привилегированным меньшинством. Тем не менее возвращение исламизма в середине 1960-х годов и последующие требования радикалов установления шариата побудили коптов присоединиться к общественной оппозиции религиозному правлению.
Введение Джафаром Нимейри шариата в 1983 году положило начало новому этапу репрессивного обращения с коптами, в том числе и с другими немусульманами. После свержения Нимейри коптские лидеры поддержали светского кандидата на выборах 1986 года. Однако, когда «Национальный исламский фронт» с помощью военных сверг избранное правительство Садыка аль-Махди, дискриминация коптов вернулась всерьёз. Сотни коптов были уволены с государственной службы и судебных органов.
В феврале 1991 года коптский пилот, работавший на Sudan Airways, был казнён за незаконное хранение иностранной валюты. Перед казнью ему предложили амнистию и деньги, если он примет ислам, но он отказался. Тысячи людей присутствовали на его похоронах, а казнь была воспринята как предупреждение многими коптами, которые начали бежать из страны.
Затем последовали ограничения прав коптов на суданское гражданство, и им стало трудно получить суданское гражданство по рождению или путём натурализации, что привело к проблемам при попытке выехать за границу. Конфискация христианских школ и введение арабо-исламского акцента в преподавании языка и истории сопровождались преследованием христианских детей и введением законов о ношении хиджабов. Так, был случай, когда коптского ребёнка выпороли за то, что он не прочитал стих из Корана. В отличие от широкого вещания средств массовой информации мусульманских пятничных молитв, радио прекратило освещение христианской воскресной службы. Поскольку гражданская война бушевала на протяжении 1990-х годов, правительство сосредоточило свой религиозный пыл на юге. Хотя копты и другие давно сложившиеся христианские группы на севере подвергаются дискриминации, они имеют меньше ограничений, чем у других христиан на юге.